# Schwingschnittschere

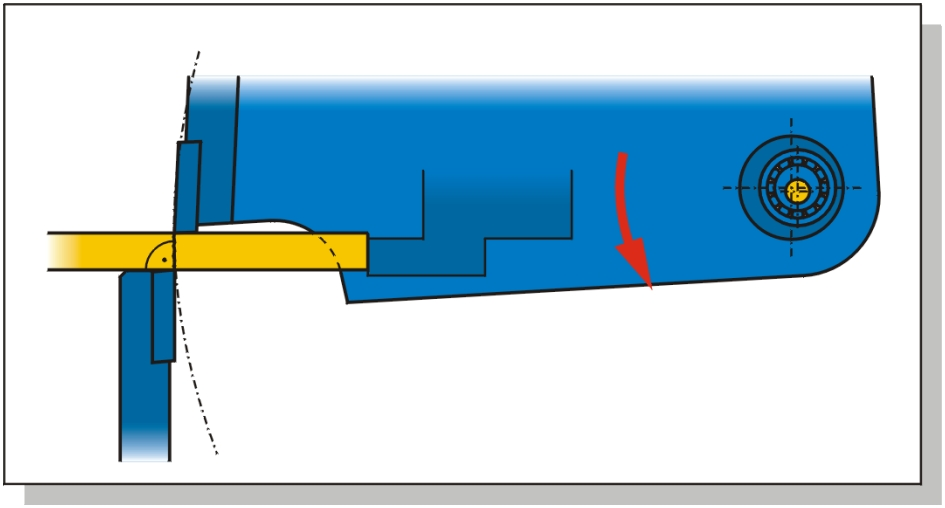
Das Obermesser trifft beim Schnittbeginn annähernd über dem Untermesser aus das Blech.

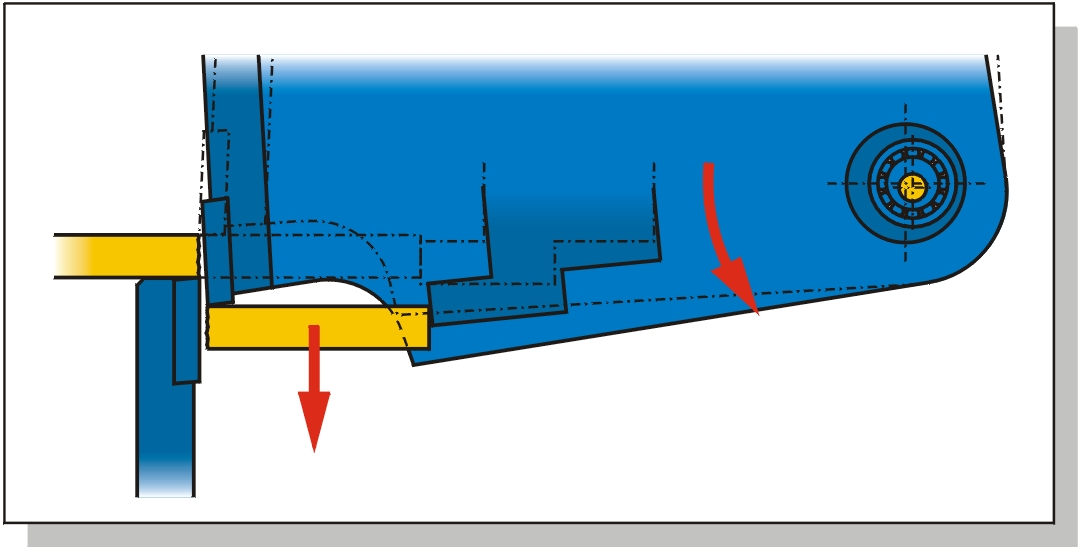
Der Hinteranschlag gibt das Blech nach dem Schnitt frei.

Schwingschnittscheren  sind Werkzeugmaschinen zur Herstellung von geraden Schnitten in Blechen. Beim Schwingschnitt bewegt sich der Messerbalken mit dem Obermesser in einem Kreisbogen. Beim Schnittbeginn steht das Obermesser nahezu vertikal über dem Untermesser und bewegt sich im Schnittverlauf vom Untermesser weg. Dadurch ergibt sich ein sehr gerades Schnittbild, was besonders bei dickeren Blechen entscheidend für die Maßhaltigkeit der Zuschnitte ist.
Mit der Kreisbewegung des Messerbalkens gibt der Hinteranschlag das Blech frei, so dass es nicht zwischen Untermesser und Anschlag verklemmen kann. Das sichert die Langzeitgenauigkeit der Maschine. Die Messer haben eine längere Standzeit, müssen seltener gewechselt oder nachgeschliffen werden und die Stillstandszeiten der Maschine reduzieren sich.

## Schneidspalt

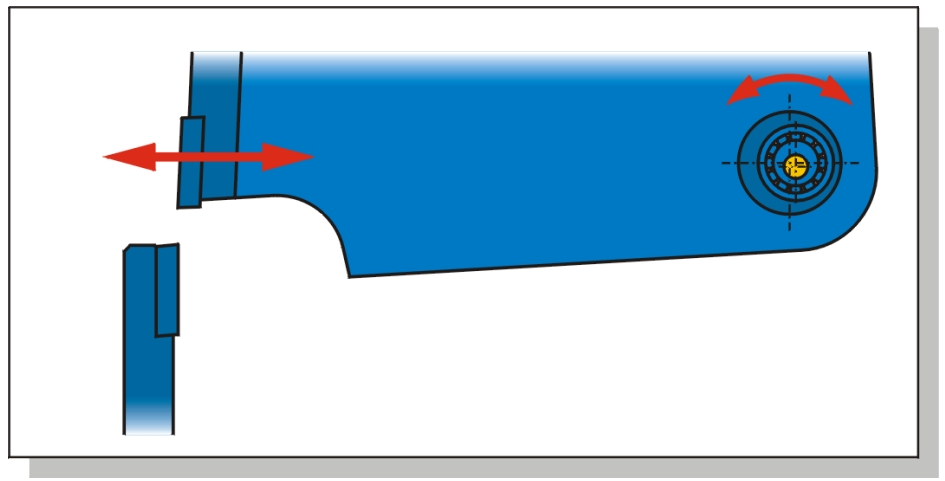
Beim Schwingschnitt lässt sich der Schneidspalt durch das Drehen eines Exzenters verstellen.

Entscheidend für einen sauberen Schnitt sind scharfe Messer und ein richtig eingestellter Schneidspalt.
Bei CNC-gesteuerten Maschinen berechnet die Steuerung aus der Eingabe der Blechdicke und der Blechhärte den Schneidspalt. Startet der Bediener ein Programm, stellt die Schere automatisch den richtigen Schneidspalt ein.

## Schnittwinkel

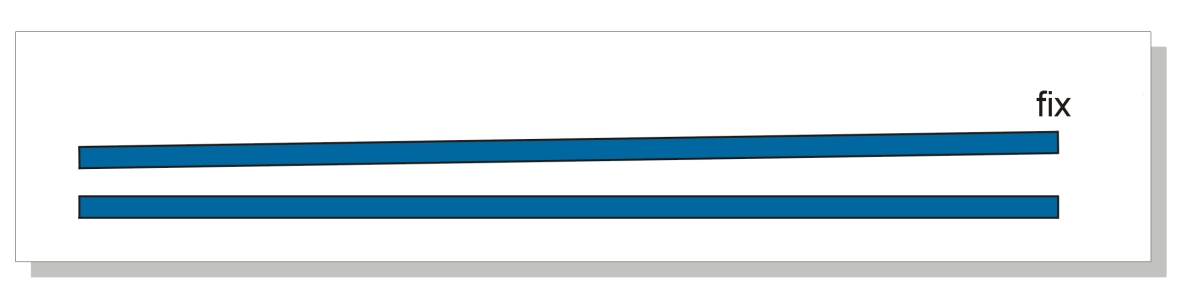
Fixer, kleiner Schnittwinkel zwischen Ober- und Untermesser (z. B. 1 Grad) garantiert verwindungsfreie Zuschnitte

Je flacher der Schnittwinkel (Winkel zwischen Obermesser und Untermesser – genauer ihrer Schnittkanten zu Schnittbeginn) desto verwindungsfreier sind die Zuschnitte, besonders die Abschnitte. Das hat vor allem beim Schneiden von schmalen Streifen einen entscheidenden Einfluss auf die Schnittqualität. Voraussetzung für einen flachen Schnittwinkel ist eine besonders steife Maschinenkonstruktion sowie ein kraftvoller Antrieb.